# Elisabeth Schwarzenberg
Elisabeth Schwarzenberg, später verehelichte Schnapka (23. September 1926 in Wien – 2004) war eine österreichische Opernsängerin der Stimmlage Sopran.

## Leben und Werk
Elisabeth Schwarzenberg debütierte nach ihrer Gesangsausbildung im Jahr 1956 an der Deutschen Oper am Rhein in Düsseldorf und Duisburg, wo sie bis 1966 zum Ensemble zählte. Dort konnte sie sich ein breites Repertoire aufbauen, welches von Mozart, einem ihrer Schwerpunkte, bis in die Gegenwart reichte. Beispielsweise sang sie die Donna Elvira im Don Giovanni und die Elisabeth im Tannhäuser. In Düsseldorf wirkte sie 1958 in der Uraufführung der Neufassung von Ernst Kreneks Bühnenwerk mit Musik Karl V. mit. 1961 übernahm sie bei den Salzburger Festspielen die Anna in der Uraufführung von Rudolf Wagner-Régenys Bergwerk zu Falun. Von 1962 bis 1973 war sie regelmäßig bei den Bayreuther Festspielen verpflichtet. Sie sang dort die Wellgunde im Rheingold und in der Götterdämmerung, Gerhilde und Ortlinde in der Walküre sowie den Ersten Knappen und ein Blumenmädchen der Zweiten Abteilung im Parsifal. 1966 wurde sie an die Volksoper Wien engagiert, 1967 gastierte sie am Teatro de São Carlos von Lissabon. Zwischen September 1969 und Juni 1972 trat sie in einigen Vorstellungen an der Wiener Staatsoper auf – als Erste Dame in der Zauberflöte sowie als Freia, Wellgunde, Gerhilde, Gutrune und Dritte Norn im Ring des Nibelungen. Als ihre Paraderolle gilt die Marschallin im Rosenkavalier von Hugo von Hofmannsthal und Richard Strauss. In späteren 

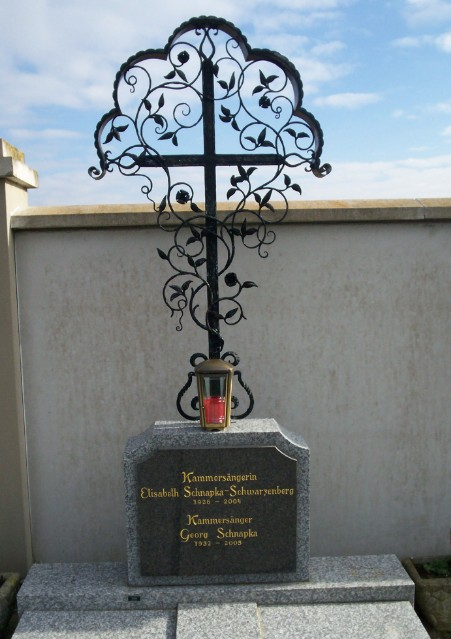
Grabstätte von Elisabeth Schnapka-Schwarzenberg

Jahren war sie als Gesangspädagogin tätig und gab Meisterklassen.
Sie war mit dem ebenfalls an der Volksoper tätigen Bassisten Georg Schnapka (1932–2005) verheiratet.
Ihre letzte Ruhestätte und die ihres Mannes befindet sich auf dem Friedhof der Gemeinde Haringsee in Niederösterreich.

## Aufnahmen
Aus dem Jahr 1980 stammt eine Schallplatte „Elisabeth Schwarzenberg singt Lieder von Franz Schubert und Johannes Brahms“, erschienen bei Preiser Records. Am Klavier begleitet wurde die Sängerin von Jeannie Reddin. Von Schubert sang sie unter anderem Seligkeit (D 433) und Die Forelle (D 550), von Brahms Meine Liebe ist grün, Op. 63 Nr. 5, beruhend auf dem Gedicht von Felix Schumann.
Es bestehen Mitschnitte von Kreneks Karl V. (Düsseldorf 1958) und Wagners Parsifal (Bayreuth 1970). Weiters ist sie einigen Raritäten zu hören – in Einspielungen der Operetten Leichte Kavallerie und Das Pensionat von Franz von Suppè, beide dirigiert von Max Schönherr, und in einer Gesamtaufnahme der Daphne von Richard Strauss mit dem Ensemble der Deutschen Oper am Rhein.